# Ráth Chairn
Ráth Chairn è un centro abitato del Meath, contea centro-orientale dell'Irlanda.

## Storia
La fondazione dell'insediamento si deve a un esperimento sociale fatto per rimediare alla pulizia etnica attuata in Irlanda nel corso del XVII secolo ai tempi di Oliver Cromwell. L'intento era quello di rivitalizzare la lingua e le tradizioni gaeliche, costituendo una nuova comunità.
Ráth Chairn fu fondata nel 1935 da quarantuno famiglie originarie dalle regioni di lingua gaelica del Connemara, ivi insediate dalla Irish Land Commission, alle quali, in seguito, se ne aggiunsero altre undici.
L'iniziativa prometteva ai potenziali migranti una qualità della vita migliore, raccolti più abbondanti e case di nuova costruzione.
Gli immigrati furono accolti in un ambiente pieno di entusiasmo per la cultura gaelica. Tuttavia, alcuni giornali locali manifestarono risentimento nei loro confronti, sostenendo che agli immigrati venisse concessa una preferenza nell'assegnazione dei terreni rispetto agli agricoltori locali. Il Meath Chronicle riferì il 27 aprile 1935 che un residente locale fu arrestato per aver messo in pericolo la vita di un impiegato della Commissione Terriera, ma fu poi rilasciato senza accusa, e resoconti di seconda mano riportano che anche una donna immigrata fu molestata.
Nel 1967, in seguito ad una campagna locale, venne riconosciuto al villaggio lo status di Gaeltacht.

## Società
La particolarità che contraddistingue Ráth Chairn insieme alla vicina Baile Ghib dal resto della regione è l'uso della lingua irlandese come prima lingua da parte della comunità.
Nel 1967, in seguito ad una campagna locale, venne riconosciuto ai due villaggi lo status di Gaeltacht.